# Jean Bapidi
Jean-Jules Bapidi Fils est un footballeur camerounais né le 8 mars 1989 à Maroua. Il évolue au poste de milieu défensif à Al-Orobah.

## Carrière
- 2008 : Panthère du Ndé ( Cameroun)
- 2008-2009 : Espérance sportive de Tunis ( Tunisie)
- 2009-2012 : Panthère du Ndé ( Cameroun)
- 2012-2013 : Cotonsport Garoua ( Cameroun)
- 2014 : Al-Orobah ( Arabie saoudite)
- 2014-2018 : Jeunesse sportive de la Saoura ( Algérie)
- 2018 : Al-Watani ( Arabie saoudite)
- 2019-???? : Wej SC ( Arabie saoudite)

## Palmarès
- Championnat du Cameroun : 2013